# Mandy und die Mächte des Bösen
Mandy und die Mächte des Bösen ist eine deutsch-österreichische Fernsehserie von  Elisabeth Schmied mit Eli Riccardi, Bayan Layla, Rebecca Immanuel und Michael Pink, die unter der Regie von Andreas Schmied (Folgen 1–4) und Franziska Meyer Price (Folgen 5–8) entstand. Für die Drehbücher zeichneten Elisabeth Schmied und Andreas Schmied verantwortlich. Die Horror-Comedy-Serie wurde am 3. November 2023 auf Prime Video veröffentlicht.

## Handlung
Mandy Pöppl wohnt mit Ende 20 noch bei ihrer Mutter Tiffany. Mandy leidet seit einem Unfall bei einer Halloweenparty unter Panikattacken und Agoraphobie und verlässt daher nicht mehr die Wohnung. Ihren Lebensunterhalt verdient sie mit Séancen für Trauernde.
Im Zuge einer spiritistischen Sitzung erscheint der Geist ihrer früheren Schulfreundin und Nachbarin Selcan. Selcan berichtet ihr von Dämonen in ihrem Hochhauskomplex. Mandy begibt sich mit einem kleinen Team auf Dämonenjagd, um die Menschen in ihrer Umgebung vor den Dämonen zu schützen.

## Produktion und Hintergrund
Die Dreharbeiten fanden vom 14. März bis zum 17. Mai 2023 in Wien und Umgebung statt. Drehort war unter anderem der Karl-Seitz-Hof in Floridsdorf.
Produziert wurde die Serie von der Münchner Caligari Film (Produzentin Gabriele M. Walther) in Koproduktion mit der österreichischen Samsara Filmproduktion der Produzenten Andreas Schmied und Loredana Rehekampff, unterstützt wurde die Produktion mit Mitteln von FISA+.
Die Kamera führte Vi-Dan Tran, die Montage verantwortete Gerd Berner und das Casting Nicole Schmied. Das Szenenbild gestaltete Veronika Tupy, das Kostümbild Theresa Ebner-Lazek, die Maske Daniela Skala und den Ton Sergey Martynyuk. Als Stuntkoordinatoren fungierten Joe Tödtling und Lee Huang und als Intimitätskoordinatorin Cornelia Dworak.
Ende September 2023 wurde ein erster Ausschnitt aus der Serie veröffentlicht. Neben Mandy und die Mächte des Bösen entstand 2023 die Horror-Comedy-Serie Beasts Like Us für Amazon Prime Video in Wien.

## Rezeption
Timo Niemeier meinte auf dwdl.de, dass die Produktion zwar nicht alles falsch mache, in Summe aber nicht überzeuge. Der Serie mangle es an einer echten Geschichte samt rotem Faden. Diese habe aber auch durchaus gute Momente, meist dann, wenn man merkt, dass sich die Macherinnen und Macher nicht zu ernst nehmen.
Katrin Nussmayr schrieb in der Tageszeitung Die Presse, dass die Produktion so blutig wie albern sei. Sympathische Darstellerinnen, vor allem Eli Riccardi und Bayan Layla, verhinderten nicht, dass diese Serie weder als Horror noch als Komödie in ihren Bann ziehe.
Oliver Armknecht vergab auf film-rezensionen.de sechs von zehn Punkten. Die Serie unterscheide sich von vielen anderen okkulten Horrorgeschichten durch den augenzwinkernden Humor, wenn schräge Figuren in absurde Situationen geraten. Das Ganze sei auch komplexer, als man zunächst denkt. Tiefgründig sei die Serie hingegen kaum. Das offensichtlich fehlende Budget verleihe der Horrorkomödie einen trashigen Charme.